# Mahonia duclouxiana
Mahonia duclouxiana là một loài thực vật có hoa trong họ Hoàng mộc. Loài này được Gagnep. mô tả khoa học đầu tiên năm 1908.